# Gudrun Lundström
Gudrun Lundström, född 3 mars 1902 i Lovisa, död 15 augusti 1967 i Danmark (trafikolycka), var en finländsk skolledare.
Lundström, som var dotter till rektor Alexander Lundström och Anna Gratschoff, blev student 1921, filosofie kandidat och filosofie magister 1927, filosofie licentiat 1942 och filosofie doktor 1943. Hon var lärare i svenska och tyska vid Karis-Billnäs samskola 1928–1941, i tyska från 1941. Hon var även skolans föreståndare från 1929 och senare prorektor. Hon var bibliotekarie på Karis köpingsbibliotek från 1930. Hon var sekreterare för Samfundet Folkhälsan i Karis från 1930, sekreterare för Lotta Svärd-organisationen i Karis 1928–1944, var representant för Svenska folkpartiet i Karis kommunfullmäktige 1941–1945 och invaldes i Svenska Finlands folkting 1952. Hon författade Studier i nyländsk syntax (akademisk avhandling).